# La donzella d'Orleans (pel·lícula)
La donzella d'Orleans (títol original en anglès: Saint Joan) és una pel·lícula dels Estats Units, dirigida el 1957 per Otto Preminger, adaptació de l'obra Santa Joana de Bernard Shaw i amb Jean Seberg en el paper de Joana d'Arc. Ha estat doblada al català.

## Argument
Guerra dels Cent Anys. Una jove Joana d'Arc -"La donzella d'Orleans"- arriba a palau a França per veure el delfí del rei de França i és nomenada per encapçalar l'exèrcit francès. Després de guanyar moltes batalles ja no se la necessita i aviat es pensa en ella com a bruixa. Finalitzada la contesa va haver d'afrontar el judici de la Inquisició.

## Repartiment
- Jean Seberg: Santa Joana
- Richard Widmark: El delfí Carles VII
- Richard Todd: Jean d'Orléans, « El Bastard d'Orleans »
- Anton Walbrook: Pierre Cauchon - bisbe de Beauvais
- John Gielgud: Comte de Warwick
- Felix Aylmer: Inquisidor
- Archie Duncan: Robert de Baudricourt
- Harry Andrews: John de Stogumber
- Margot Grahame: Duquessa de la Tremouille
- Barry Jones: De Courcelles
- Francis De Wolff: La Tremouille
- Finlay Currie: Renault de Chartres, arquebisbe de Reims
- Victor Maddern: Soldat anglès
- Bernard Miles: Bourreau
- David Oxley: Gilles de Rais
- Patrick Barr: Capità La Hire
- Sydney Bromley: Steward de Baudricourt
- Kenneth Haigh: Germà Martin Ladvenu
- David Langton: Guarda del Capità de Warwick